# Ernesto Corripio Ahumada
Ernesto Corripio Ahumada (Tampico, México, 29 de junio de 1919 - México, D. F., México, 10 de abril de 2008) fue un cardenal mexicano, arzobispo primado de México, trigésimo cuarto sucesor de Fray Juan de Zumárraga y custodio de la imagen venerada de la Virgen de Guadalupe que se conserva en el cerro del Tepeyac.

## Biografía

### Primeros años y formación
Nació en la ciudad de Tampico, Tamaulipas al noreste de México, siendo hijo de Ernesto Corripio Estrada, originario de Zamora, España, y de Herminia Ahumada Chávez, originaria de Córdoba, Veracruz. 
Estudió en el Seminario de Puebla de los Ángeles, en Puebla; y en la Pontificia Universidad Gregoriana, en Roma.

### Sacerdocio
Recibió la ordenación sacerdotal en Roma, el 15 de octubre de 1942, donde continuó sus estudios hasta 1945. 
De 1945 a 1950, trabajó pastoralmente en la diócesis de Tampico; fue miembro de la facultad, administrador y vicerrector del Seminario de Tampico. 
Secretario de la curia diocesana de Tampico, 1950-1952.

## Episcopado

### Obispo en Tampico
Fue elegido obispo titular de Zapara y nombrado auxiliar de Tampico el 27 de diciembre de 1952 por el Papa Pío XII. 
Fue consagrado, el 19 de marzo de 1953 en Tampico, por Octaviano Márquez y Toriz, entonces arzobispo de Puebla. 
Transferido a la sede de Tampico, el 25 de febrero de 1956.
Asistió al Concilio Vaticano II de 1962 a 1965. 

### Arzobispo de Antequera
Promovido a la sede metropolitana de Antequera, por Pablo VI, el 25 de julio de 1967.
Fue Presidente de la Conferencia del Episcopado Mexicano entre 1967 y 1973.
Asistió a la I Asamblea Extraordinaria del Sínodo de los Obispos, Ciudad del Vaticano, del 11 al 28 de octubre de 1969. 

### Arzobispo de Puebla
Transferido a la sede metropolitana de Puebla de los ángeles, el 8 de marzo de 1976.

### Arzobispo Primado de México
Confiado en sus habilidades de liderazgo, el Papa Pablo VI lo promovió a la sede metropolitana de México, el 19 de julio de 1977. 
Asistió a la III Conferencia General del Episcopado Latinoamericano, en Puebla, México, del 27 de enero al 13 de febrero de 1979; fue uno de sus tres presidentes delegados.

## Cardenalato

#### Creación
Fue creado cardenal presbítero, el 30 de junio de 1979 por el papa Juan Pablo II, en su primer consistorio; recibió la birreta roja y título de Immacolata al Tiburtino, el 30 de junio de 1979. 

#### Cargos en el cardenalato
Representante especial del Papa al funeral de Oscar Arnulfo Romero Galdámez, asesinado arzobispo de San Salvador, en El Salvador, el 30 de marzo de 1980.
Nombrado miembro del Consejo de Cardenales para el Estudio de los Problemas Organizativos y Económicos de la Santa Sede, el 31 de mayo de 1981. 
Enviado especial del Papa al Congreso de Nacional Mariano, en La Paz, Bolivia, el 29 de enero al 5 de febrero de 1984.
Asistió a la IV Conferencia General del Episcopado Latinoamericano, en Santo Domingo, República Dominicana, del 12 al 28 de octubre de 1992.

### Renuncia
Renunció canónicamente al gobierno pastoral de la arquidiócesis, al cumplir los 75 años, el 29 de septiembre de 1994. 
Administrador apostólico, sede vacante, de México, del 29 de septiembre de 1994 al 13 de junio de 1995. 

## Fallecimiento
Perdió el derecho a participar en el cónclave cuando cumplió los 80 años de edad, el 29 de junio de 1999.
Murió en su residencia particular en Tepepan, en la Ciudad de México, D.F. a causa de una trombosis el 10 de abril de 2008. 
Fue sepultado en la cripta de los arzobispos de México en la Catedral Metropolitana de la Ciudad de México.

## Sucesión
| Predecesor: Reginald John Delargey          | Cardenal presbítero de la Inmaculada Concepción en Tiburtino 1979 - 2008 | Sucesor: Raymundo Damasceno Assis         |
| Predecesor: Miguel Darío Miranda Gómez      | Arzobispo de México 1977 - 1994                                          | Sucesor: Norberto Rivera Carrera          |
| Predecesor: Octaviano Márquez y Toriz       | Arzobispo de Puebla de los Ángeles 1976 - 1977                           | Sucesor: Rosendo Huesca y Pacheco         |
| Predecesor: Fortino Gómez León              | Arzobispo de Antequera-Oaxaca 1967 - 1976                                | Sucesor: Bartolomé Carrasco Briseño       |
| Predecesor: Serafín María Armora y González | Obispo de Tampico 1956 - 1967                                            | Sucesor: Arturo Antonio Szymanski Ramírez |
| Predecesor: Hubert Michael Newell           | Obispo titular de Zapara 1952 - 1956                                     | Sucesor: Juan Nicolasora Nilmar           |